# Gennaro Luca De Falco
Gennaro Luca De Falco (Catanzaro, 23 aprile 1974) è un arbitro di calcio a 5 italiano, ex "Mentor" per il calcio a 5 in Calabria, attualmente DELEGATO FUTSAL presso il C.R.A. CALABRIA.

## Carriera
Inizia la carriera arbitrale nel 1998 frequentando il corso per arbitri nella sezione di Catanzaro. Dopo aver arbitrato gare di calcio a 11 e calcio a 5, passa in pianta stabile al calcio a 5 nella stagione 2004. Due anni più tardi è promosso alla CAI. Debutta in Serie A2 nella stagione 2008-09 nella gara Pescara-Napoli mentre la stagione successiva esordisce in Serie A dirigendo Augusta-Napoli 3-1 del 19 dicembre 2009. Nel 2010 è stato inserito nell'organico Top Class. Nel giugno del 2016 è stato insignito del premio consegnato agli atleti catanzaresi distintisi a livello nazionale e internazionale presso il comune di Catanzaro. Dalla stagione sportiva 2016-17 continua a dare il suo contributo all'AIA essendo parte attiva del progetto UEFA "Mentor Talent" voluto dal Settore Tecnico dell'AIA, ricoprendo il ruolo di Mentor per il CRA-Calabria. Dal 01/07/2020 Componente del Comitato Regione CALABRIA con la delega per il Futsal.  

## Curriculum arbitrale Calcio a 5
Semifinale Coppa Italia U21 (stagione 2006/2007)
Quarto di Finale Coppa Italia Serie B (stagione 2007/2008)
Finale Coppa Italia Serie B (stagione 2008/2009)
Pescara-Napoli Debutto in serie A2 (stagione 2008/2009)
Finale Coppa Italia Femminile Serie A (stagione 2008/2009)
Semifinale Play Off Serie B (stagione 2008/2009)
Debutto in Serie A (stagione 2009/2010 - 19.12.2009 Augusta-Napoli 3-1)
Semifinale Coppa Italia Serie A2 (stagione 2009/2010)
Semifinale Coppa Italia Serie A2 (stagione 2010/2011)
Semifinale Scudetto Under21 (stagione 2010/2011)
Semifinale Coppa Italia Serie A2 (stagione 2011/2012)
Quarto di Finale Scudetto Serie A (stagione 2011/2012)
Quarto di Finale Scudetto Serie A (stagione 2012/2013)
Quarto di Finale Scudetto Serie A (stagione 2013/2014)
Finale Scudetto Under 21 (stagione 2013/2014 - 05.06.2014 Lazio-Kaos Bologna 3-1)
Quarto di finale Coppa Italia Serie A (stagione 2014/2015)
Finale Scudetto Femminile (stagione 2014/2015 - 08.06.2015 Ternana-Lazio 2-1)
Amichevole Under 21 ITALIA - ROMANIA disputata a Bari il 24 febbraio 2016
Semifinale di Coppa Italia nel marzo 2016 Pescara-Cogianco Genzano
Finale Coppa Italia Nazionale serie C - LPG Group Casoria - Lecco (terminata 2-2 e poi al ritorno 7-2 per il Lecco vincitore della coppa)